# Eisenkappel-Vellach
Eisenkappel-Vellach (słoweń. Železna Kapla-Bela) – uzdrowiskowa gmina targowa w Austrii, w kraju związkowym Karyntia,  w powiecie Völkermarkt. Liczy 2407 mieszkańców (1 stycznia 2015).